# Chrysso intervales
Chrysso intervales är en spindelart som beskrevs av Gonzaga, Leiner och Santos 2006. Chrysso intervales ingår i släktet Chrysso och familjen klotspindlar. Inga underarter finns listade i Catalogue of Life.